# Gewichtslot
Bei einem Gewichtslot (auch Pendellot genannt) handelt es sich ähnlich dem Schwimmlot um eine fix installierte Lotanlage zur Bestimmung der Lotlinie und deren Abweichungen zur fortlaufenden Bauwerksüberwachung in Talsperren.

## Aufbau
Es besteht wie ein Pendel im Wesentlichen aus einem Gewicht, das an einem Draht befestigt und an einem Fixpunkt in der Mauerkrone und über eine vertikal nach unten führenden Bohrung zentrisch aufgehängt ist.
Der Lotdraht führt durch diese Bohrung bis zu einem Raum im Fußbereich der Talsperre. Um eventuell auftretende Lotschwingungen zu dämpfen, hängt das Spanngewicht in einem Behälter, der mit Wasser oder Öl gefüllt ist.
Über zumindest eine über dem Behälter installierte Ableseeinrichtung wird die Lage des Lotdrahtes bestimmt. Dies geschieht in einer horizontalen Ebene in zwei normal aufeinander liegenden Richtungen. Es können auch weitere darüberliegende Ablesehorizonte installiert werden, welche dann nicht nur die relative Verschiebungsmessung der Mauerkrone ermöglichen, sondern auch Zwischenpunkte, welche dadurch eine Näherung an die Biegelinie der Talsperre erlauben.
Es sind Lotdrahtlängen bis zu 100 m und Gesamtgenauigkeiten bis zu 1:200.000 erreichbar. Zur manuellen Messung kann ein Koordiskop, für die automatisierte Messung ein Telelot montiert werden.